# Lingue dell'Unione europea

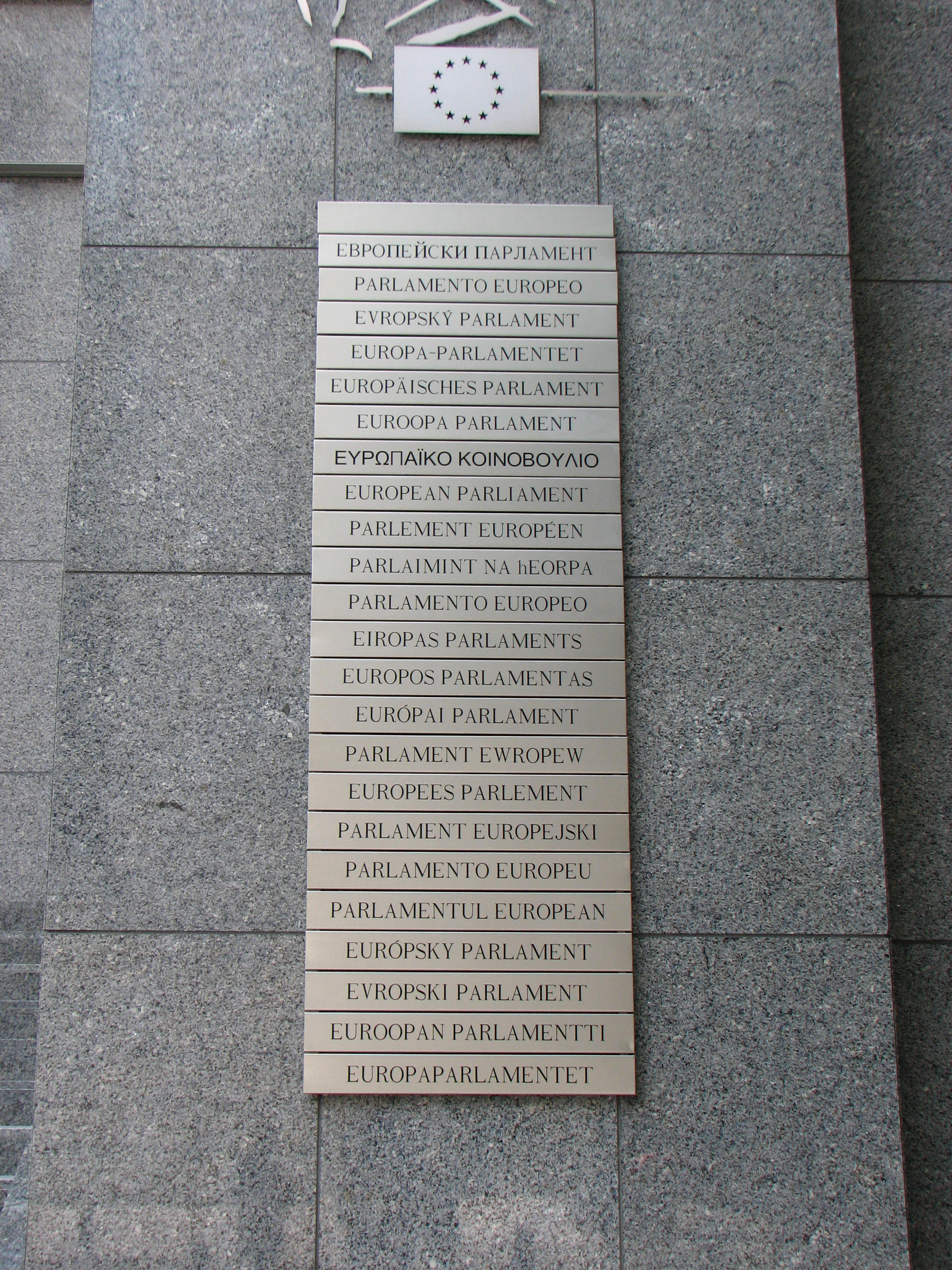
Targa multilingue all'ingresso del Parlamento europeo (Bruxelles).

Le lingue dell'Unione europea sono gli idiomi usati dagli abitanti degli Stati membri dell'UE. Attualmente le lingue ufficiali dell'Unione europea sono 24, di cui le più parlate, a livello madrelingua, sono il tedesco, il francese e l'italiano. Sulla pagina iniziale del sito dell'UE si afferma: "Lingue: la ricchezza dell'Europa" titolando una sezione particolare tutta dedicata a questo argomento.
L'UE incoraggia il multilinguismo, cioè incoraggia i propri cittadini a essere in grado di parlare altre lingue oltre la propria lingua madre. Un certo numero di programmi finanziati dall'Unione europea promuovono attivamente l'apprendimento delle lingue e la diversità linguistica (ad esempio la Giornata europea delle lingue), però l'UE non ha molta autorità in quest'area poiché il contenuto dei programmi di formazione rimane compito esclusivo dei singoli Stati membri.
Secondo il sito dell'UE, il costo per mantenere la sua politica multilinguistica è di 1.123 milioni di euro, pari all'1% del bilancio generale annuo dell'Unione europea, o 2,28 € pro capite l'anno.

## Lingue ufficiali
Dal 2013 le lingue ufficiali dell'Unione europea sono 24. Accanto alla lingua sono indicati gli stati UE dove gode di ufficialità a livello nazionale o sub-nazionale:
1. bulgaro -  Bulgaria (Locutori: 7,8 milioni)
2. ceco -  Rep. Ceca,  Slovacchia (Locutori: 12,5 milioni)
3. croato -  Croazia,  Austria (Locutori: 5,5 milioni)
4. danese -  Danimarca,  Germania (Locutori: 5,3 milioni)
5. estone -  Estonia (Locutori: 1,5 milioni)
6. finlandese -  Finlandia (Locutori: 5 milioni)
7. francese -  Francia,  Belgio,  Lussemburgo,  Italia (Locutori: 70 milioni)
8. greco -  Grecia,  Cipro (Locutori: 12 milioni)
9. inglese -  Irlanda,  Malta  Cipro (Locutori: 5 milioni)
10. irlandese (gaelico) -  Irlanda (Locutori: 1,5 milioni)
11. italiano -  Italia,  Slovenia,  Croazia, (Locutori: 65 milioni)
12. lettone -  Lettonia (Locutori: 2 milioni)
13. lituano -  Lituania (Locutori: 3,5 milioni)
14. maltese -  Malta (Locutori: 0,5 milioni)
15. olandese -  Paesi Bassi,  Belgio (Locutori: 23 milioni)
16. polacco -  Polonia (Locutori: 44 milioni)
17. portoghese -  Portogallo (Locutori: 10,5 milioni)
18. romeno -  Romania (Locutori: 22 milioni)
19. slovacco -  Slovacchia,  Rep. Ceca (Locutori: 5 milioni)
20. sloveno -  Slovenia,  Austria,  Italia,  Ungheria (Locutori: 2 milioni)
21. spagnolo -  Spagna (Locutori: 47 milioni)
22. svedese -  Svezia,  Finlandia (Locutori: 8,3 milioni)
23. tedesco -  Germania,  Austria,  Lussemburgo,  Italia,  Belgio (Locutori: 90 milioni)
24. ungherese -  Ungheria,  Austria,  Romania,  Slovenia,  Slovacchia (Locutori: 13,5 milioni)

Il trattato istitutivo dell'Unione europea stabilisce che ogni cittadino dell'Unione possa scrivere alle istituzioni europee in una delle lingue ufficiali e averne una risposta nella medesima lingua e che tutti i documenti ufficiali vengono redatti in tutte le lingue ufficiali dell'Unione, al fine di garantirne la comprensibilità. Le lingue ufficiali vengono definite dagli stati membri e non dalle autorità di Bruxelles. Attualmente il lussemburghese e il turco (che sono rispettivamente lingue ufficiali in Lussemburgo e Cipro) sono le uniche due lingue nazionali a non essere lingue ufficiali dell'Unione. Infatti ogni paese membro può dichiarare una sola lingua ufficiale dopo la ratifica del trattato di adesione. Il Lussemburgo, che è trilingue, non ne ha dichiarata nessuna, considerato che due di queste (francese e tedesco) erano state dichiarate ufficiali da altri stati membri. L'Irlanda ha dichiarato il gaelico successivamente alla sua adesione, essendo già presente l'altra sua lingua ufficiale, l'inglese. Non è ammesso cambiare la lingua ufficiale dichiarata.

## Limitazioni al multilinguismo
A causa del notevole incremento delle lingue a seguito del processo di allargamento dell'Unione europea e della dispendiosità del sistema di traduzioni reciproche nelle istituzioni europee, la commissione europea ha deciso che le lingue di lavoro siano le tre lingue ufficiali più parlate quando fu presa questa decisione (l'inglese, il francese e il tedesco) pubblicandone poi la traduzione nelle restanti lingue europee.

## Lingue regionali e minoritarie
Allo scopo di tutelare il patrimonio culturale delle lingue regionali e minoritarie, l'Unione europea ha istituito una rete di raccolta, analisi e studio della documentazione relativa chiamata Mercator, le cui sedi si trovano in Catalogna, in Frisia e in Galles.

## Nomi ufficiali dell'Unione europea
- bulgaro: Европейски съюз (Evropejski săjuz)
- ceco: Evropská unie
- croato: Europska unija
- danese: Den Europæiske Union
- estone: Euroopa Liit
- finlandese: Euroopan unioni
- francese: Union européenne
- greco: Ευρωπαϊκή Ένωση (Eurōpaïkī Enōsī; /evropaiˈki ˈɛnosi/)
- irlandese: An tAontas Eorpach
- inglese: European Union
- italiano: Unione europea
- lettone: Eiropas Savienība
- lituano: Europos Sąjunga
- maltese: L-Unjoni Ewropea
- olandese: Europese Unie
- polacco: Unia Europejska
- portoghese: União Europeia
- romeno: Uniunea Europeană
- slovacco: Európska únia
- sloveno: Evropska Unija
- spagnolo: Unión Europea
- svedese: Europeiska unionen
- tedesco: Europäische Union
- ungherese: Európai Unió

Nelle lingue degli Stati che chiedono l'adesione all'Unione, si dice
- albanese: Bashkimi Evropian
- bosniaco: Evropska unija
- georgiano: გაერთიანება ევროპა (Gaertianeba Evrop'a)
- macedone: Европската Унија (Evropskata Unija)
- moldavo: Uniunea Europeană
- serbo: Европска унија (Evropska unija)
- turco: Avrupa Birliği
- ucraino: Європейський Союз (Jevropejs'kyj Sojuz)